# Жульєн Мертен
Жульєн Мертен (фр. Julien Mertine; нар. 26 червня 1988 року) — французький фехтувальник на рапірах, олімпійський чемпіон 2020 року в командній рапірі, чемпіон світу та чотириразовий чемпіон Європи.

## Виступи на Олімпіадах
| Олімпіада  | Дисципліна           | Місце |
| ---------- | -------------------- | ----- |
| Токіо 2020 | індивідуальна рапіра | 24    |
| Токіо 2020 | командна рапіра      | 1     |
| Париж 2024 | індивідуальна рапіра | 28    |
| Париж 2024 | командна рапіра      | 3     |